# Catacombe de Saint-Calixte
 (juin 2020).
Si vous disposez d'ouvrages ou d'articles de référence ou si vous connaissez des sites web de qualité traitant du thème abordé ici, merci de compléter l'article en donnant les références utiles à sa vérifiabilité et en les liant à la section « Notes et références ».
La catacombe de Saint-Calixte se trouve parmi les plus grandes et les plus importantes de Rome.
Elle est située sur la droite de la voie Appienne, après la petite église Santa Maria in Palmis. Plus de cinq cents mille chrétiens sont enterrés sous terre dont des dizaines de martyrs et seize pontifes.

## Historique

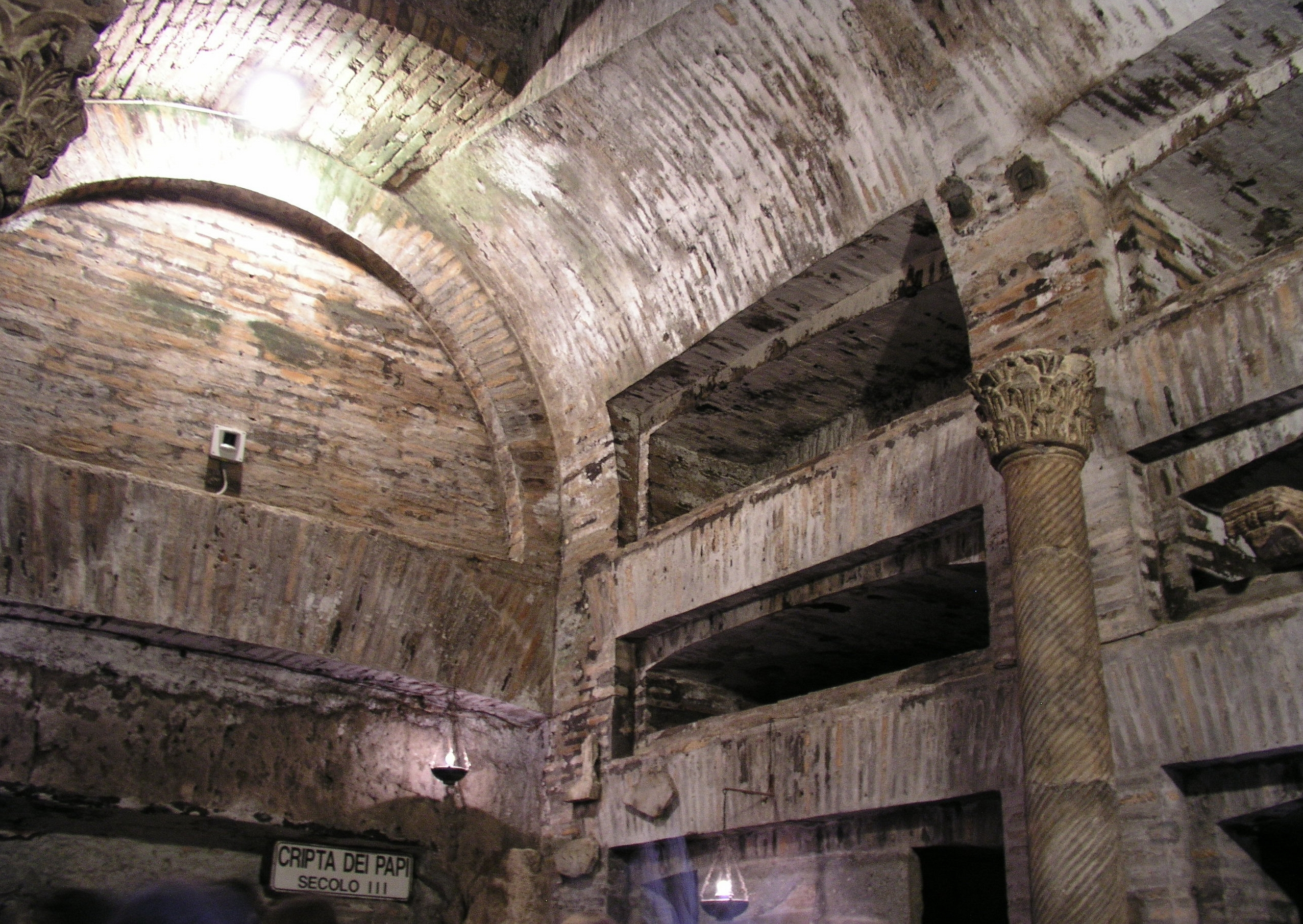
La Crypte des Papes.

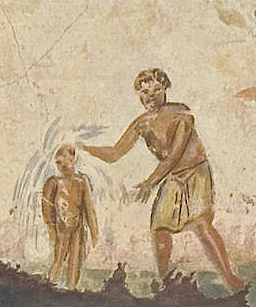
Peinture d'un baptême dans la catacombe de Saint-Calixte.

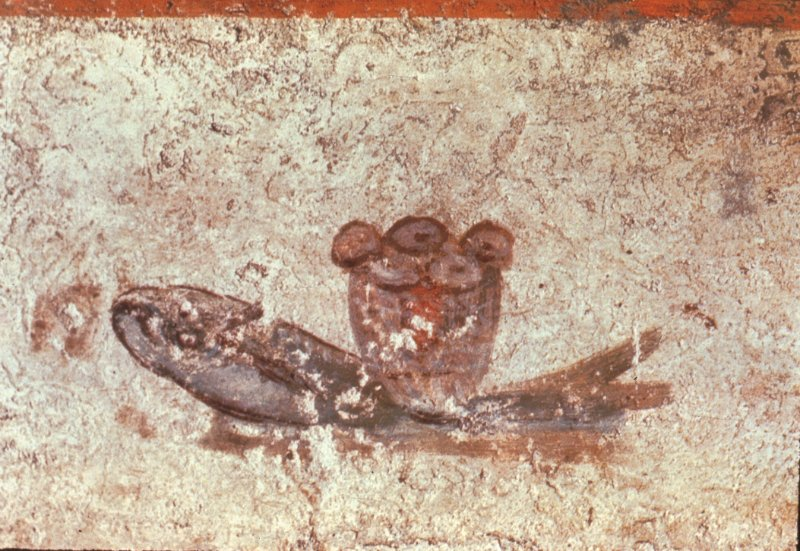
Peinture du poisson et du pain eucharistique sur un mur de la crypte de Lucine dans la catacombe de Saint-Calixte.

Créée vers le milieu du IIe siècle, elle fait partie d'un ensemble funéraire qui occupe 15 hectares de terrain, avec un réseau de galeries long de presque 20 kilomètres, sur quatre niveaux, dont seul le deuxième peut être visité, et qui atteignent une profondeur supérieure à 20 mètres. À l'origine on y trouvait les sépultures de dizaines de martyrs, de seize papes et de très nombreux chrétiens. Elle est le tout premier cimetière de l'Église.
La catacombe porte le nom du diacre Calixte qui, au début du IIIe siècle, fut chargé par le pape Zéphyrin de l'administration du cimetière. Zéphyrin meurt en 217 et est le premier pape à y être enterré. Calixte lui succède et devient le pape Calixte Ier. C'est ainsi que la catacombe de Saint-Calixte devint le cimetière officiel de l'Église de Rome. Cette catacombe est composée d'un ensemble de plusieurs cryptes dont la plus connue est la Crypte des Papes, découverte en 1854 par Giovanni Battista de Rossi, qui accueillaient à l'origine les dépouilles de neuf souverains pontifes du IIe siècle.
On trouve à l'intérieur cinq salles décorées de fresques sur lesquelles sont dessinées des peintures représentant des scènes de prière, de pénitence, de baptême. Il y a aussi la salle diacre Sévère contenant une écriture datant de 298, où l'évêque de Rome y est appelé pour la première fois « Pape ».
On voit à la surface deux petites basiliques avec trois absides. Dans la basilique orientale furent probablement enterrés le pape saint Zéphyrin et le jeune martyr de l'Eucharistie, saint Tarcisius de Rome.
Le cimetière souterrain comprend différentes zones : la crypte de Lucine et la crypte de Sainte-Cécile sont les noyaux les plus antiques (IIe siècle). Les autres régions sont appelées de Saint-Miltiade (milieu du IIIe siècle), des saints Gaius et Eusèbe (fin du IIIe siècle), occidentale (première moitié du IVe siècle) et libérienne (seconde moitié du IVe siècle, avec de nombreuses cryptes importantes).

## Liste des seize papes inhumés
Seize souverains pontifes ont été enterrés à l'origine dans la catacombe de Saint-Calixte :
1. Zéphyrin (15e pape, de 199 à 217) - Ses reliques auraient été transférées dans la basilique San Silvestro in Capite ;
2. Urbain Ier (17e pape de 222 à 230) - Localisation inconnue dans la catacombe ;
3. Pontien (18e pape, de 230 à 235) ;
4. Antère (19e pape, de 235 à 236) - Ses reliques auraient été transférées dans la basilique San Silvestro in Capite ;
5. Fabien (20e pape, de 236 à 250) - Ses reliques auraient été dispersées en plusieurs endroits de Rome : la basilique Saint-Sylvestre et Saint-Martin des Monts, l'antique basilique vaticane et la basilique Saint-Sébastien-hors-les-Murs ;
6. Corneille (21e pape, de 250 à 253) ;
7. Lucius Ier (22e pape, de 253 à 254) - Ses reliques auraient été dispersées en plusieurs endroits de Rome : la basilique San Silvestro in Capite, l'église Sainte-Cécile-du-Trastevere et la basilique Santa Prassede ;
8. Étienne Ier (23e pape, de 254 à 257) - Sa pierre tombale n'a pas été retrouvée. Ses reliques auraient été transférées dans deux endroits de Rome : l'antique basilique vaticane et la basilique Saint-Sixte de Rome ;
9. Sixte II (24e pape, de 257 à 258) ;
10. Denys (25e pape, de 259 à 268) - Sa pierre tombale n'a pas été retrouvée. Ses reliques auraient été transférées dans la basilique Saint-Silvestre-de-la-Tête ;
11. Félix Ier (26e pape, de 269 à 274) - Sa pierre tombale n'a pas été retrouvée ;
12. Eutychien (27e pape, de 275 à 283) - Ses reliques auraient été transférées dans deux endroits de Sarzana : la cathédrale de la ville et l'abbaye de Luna ;
13. Caïus (28e pape, de 283 à 296) - Ses reliques auraient été transférées dans deux endroits de Rome : la basilique San Silvestro in Capite et une chapelle privée des Barberini (la basilique de Saint-André de la vallée) ;
14. Eusèbe (31e pape, en 310) ;
15. Miltiade (32e pape, de 311 à 314) - Ses reliques auraient été transférées dans la basilique San Silvestro in Capite ;
16. Damase Ier (37e pape, de 366 à 384) - Ses reliques auraient été transférées dans deux endroits de Rome : l'antique basilique vaticane et l'église San Lorenzo in Damaso.

## Papes dans d'autres catacombes
La crypte des papes étant rapidement remplie au IVe siècle, les autres papes ont dû être enterrés dans les catacombes connexes, telles que :
- la catacombe de Balbina sur la Via Ardeatina :

Marc, 34e pape en 336.
- la catacombe de Priscille sur la Via Salaria :

Marcellin, 29e pape de 296 à 304.
Marcel Ier, 30e pape de 308 à 309, dont les reliques auraient été transférées dans une urne antique de basalte vert à l'autel de l'église San Marcello al Corso à Rome.
Sylvestre Ier, 33e pape de 314 à 335, dont les reliques auraient été transférées à la basilique San Sylvestro in Capite à Rome.
Sirice, 38e pape de 384 à 399.
Célestin Ier, 43e pape de 422 à 432, dont les reliques auraient été transférées en 820, par le pape Pascal Ier dans la basilique Santa Prassede à Rome.
- la catacombe de Calepodius (it) :

Calixte Ier, 16e pape de 217 à 222, dont les reliques auraient été transférées à la basilique Sainte-Marie-du-Trastevere à Rome.
Jules Ier, 35e pape de 337 à 352, dont les reliques auraient été transférées à la basilique Sainte-Marie-du-Trastevere à Rome.
- la catacombe de Pontian (it) sur la Via Portuensis :

Anastase Ier, 39e pape de 399 à 401.
Innocent Ier, 40e pape de 401 à 417.
- la catacombe de Santa Felicita (it) sur la Via Salaria :

Boniface Ier, 42e pape de 419 à 422.